# WF-31
WF-31（化学名：2-丙酰基-3-(4-异丙基苯基)-莨菪烷，2-Propanoyl-3-(4-isopropylphenyl)-tropane，缩写PIT）是一种含氮有机化合物，分子式C20H29NO，属于可卡因的结构类似物，可作为血清素-去甲肾上腺素-多巴胺三重再摄取抑制剂（SNDRI），其对血清素轉運體的抑制效果比可卡因强十余倍。